# Munida gregaria
La langosta gregaria (Munida gregaria), también denominada bogavante o langostino de los canales, es una especie de crustáceo decápodo integrante del género Munida. Habita en ambientes marinos de ambos océanos que rodean la parte sur del Cono Sur en el sur de América del Sur.

## Distribución y hábitat
Habita en profundidades de entre 10 y 120 m, en aguas marinas de plataforma, de origen subantártico. Se distribuye en el Pacífico sudoriental desde el sur de Chile hasta el Estrecho de Magallanes, y en el Atlántico sudoccidental en la Patagonia argentina,  en las provincias de: Río Negro, Chubut,  Santa Cruz y Tierra del Fuego, Antártida e Islas del Atlántico Sur, y siguiendo por la corriente de Malvinas hacia el norte hasta las alcanzar aguas profundas y del talud que enfrentan a Buenos Aires y el sudeste del  Uruguay en los departamentos de: Rocha y Maldonado, y por el este las aguas que rodean a las islas Malvinas.

## Características y costumbres
Presenta una extensa fase planctónica, la que formaba enjambres que coloreaban de rojizo las aguas durante el siglo XX. La misma constituye un importante ítem en la dieta de grandes cetáceos. 

## Taxonomía
Esta especie fue descrita originalmente en el año 1793 por el zoólogo carcinólogo, naturalista, entomólogo y economista danés Johan Christian Fabricius.  